# Рагби репрезентација Израела
Рагби јунион репрезентација Израела је рагби јунион тим који представља Израел у овом екипном спорту. Рагби су у Палестину донели британски војници, а рагби савез Израела основан је 1971. Дрес Израела је плаве боје, а селектор је Пен Ранан. Први званичан тест меч рагби јунион репрезентација Израела је одиграла 1981. против Швајцарске и било је нерешено 9-9. Најубедљивију победу рагби јунион репрезентација Израела је остварила 2009. над Финском 70-8, а најтежи пораз Израелцима нанела је Рагби јунион репрезентација Холандије 1993. 56-0. Рагби јунион репрезентација Израела такмичи се у дивизији 2А Куп европских нација.

## Тренутни састав
Амир Беутлер
Оз Хејмен
Фабиан Магуид
Нимрод Каплан - капитен
Шеј Заваро
Орен Алт 
Омри Лотан
Стеј Гуртовој
Џонатан Радашкович
Ронен Толман
Амит Какоун
Адријан Раинстен
Еитан Хумфрејс
Мајкл Ели
Џонатан Шаки
Хулије Мафи
Јонатан Каплан
Орен Бродхарст
Матан Брош
Нејтан Амос
Даниел Парма